# 일본 검술

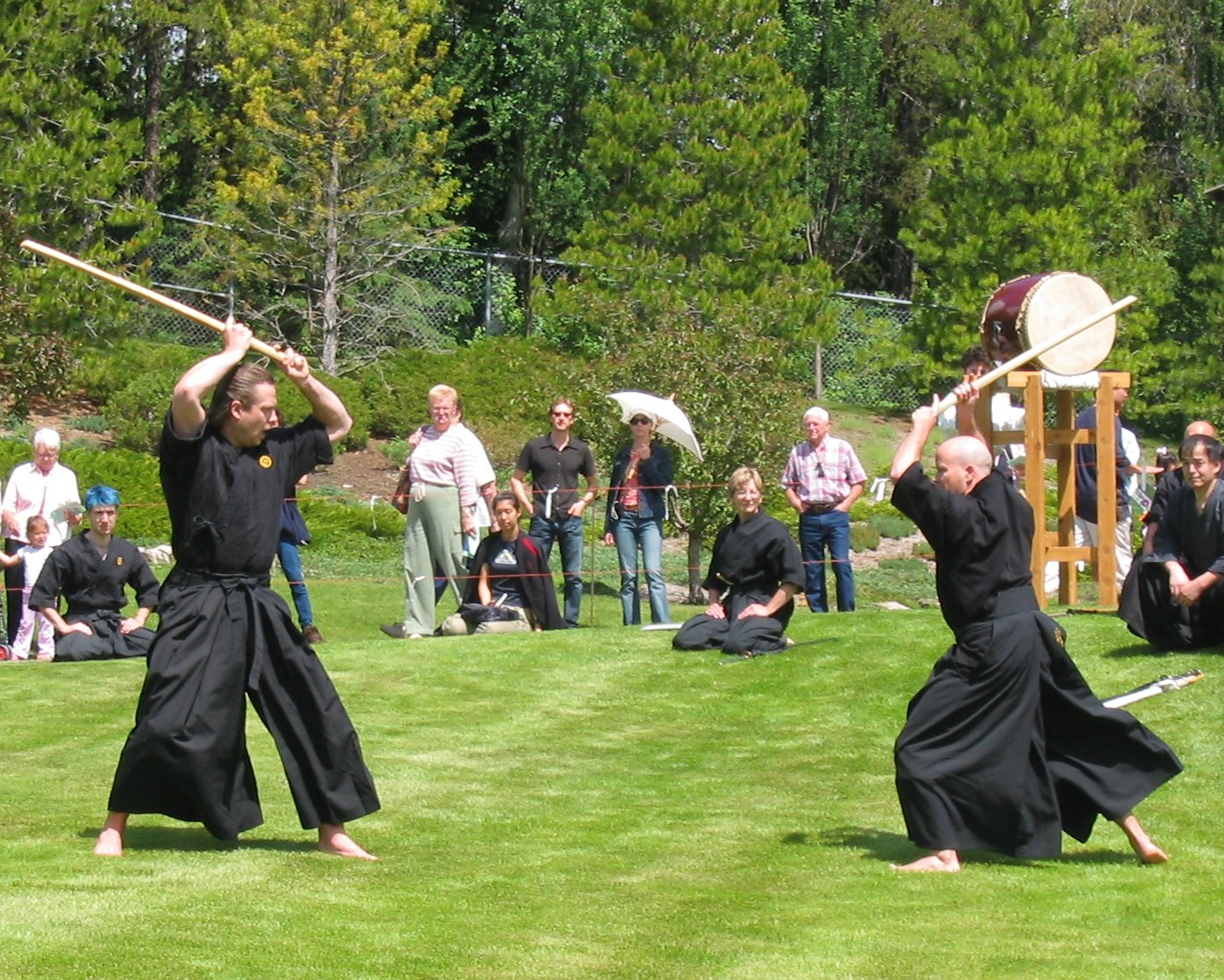
현대 목도로 연무하는 사람들

검술(일본어: 剣術 겐주쓰[*])는 일본의 검 (일본도)으로 대결하는 무술이다.

## 개요
현대 일본의 무술인 검도의 모태가되었다.
칼날 길이 60 cm 이상의 칼을 양손으로 잡고 서로 방패를 이용하지 않고 싸우는 형식으로, 세계 각국의 검술과 비교하면 방패가 없는 것은 특이점에 해당한다.
전쟁이 없었던 에도 시대에 크게 발전했기 때문에 주로 평상시 복장으로 착용한 형태가 많다.

## 같이 보기
- 총검도
- 겐도
- 일본 무술
- 발도술
- 북진일도류
- 사무라이